# Rede Adventista de Saúde
A Rede Adventista de Saúde é uma rede mundial formada por instituições médicas ligadas a Igreja Adventista do Sétimo Dia.
Atualmente, a rede é composta por mais de 700 instituições de saúde adventistas no mundo.
Com mais de 100 anos de atuação, a rede possui mais de 35.000 colaboradores, médicos e enfermeiros, 32 cursos superiores de saúde, mais de 500 projetos de assistência humanitária e atuação em mais de 200 países, tornando-se uma referência mundial em promoção de saúde, qualidade de vida e responsabilidade social. 

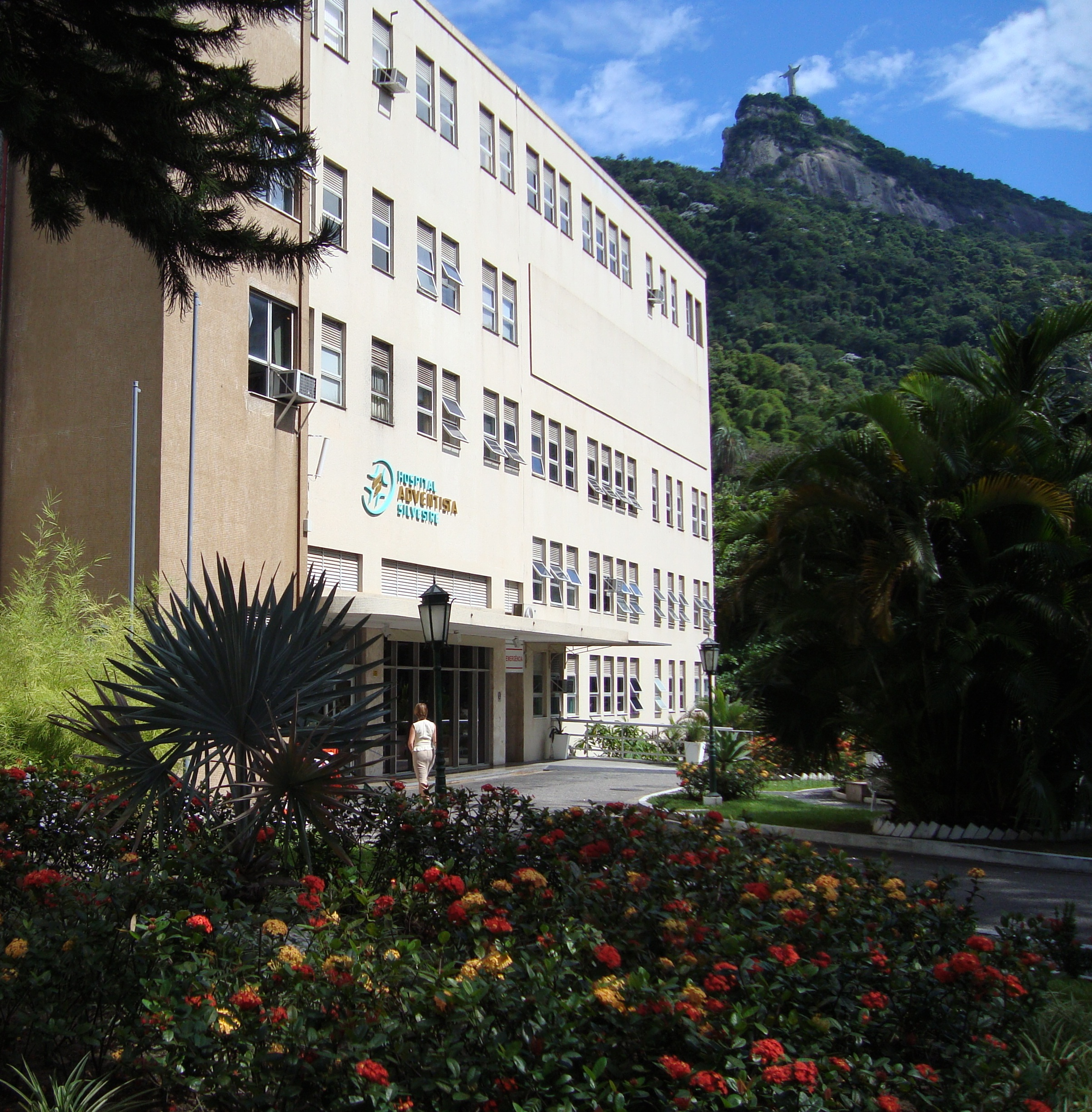
Hospital Adventista Silvestre no Rio de Janeiro

## Filosofia
A organização e administração das instituições é pautada pela filosofia integral da Igreja Adventista, a qual prega que a saúde plena por meio da união de boas condições físicas, espirituais, mentais e sociais. Desta forma, a igreja administra as instituições atuando desde clínicas, ambulatórios, até faculdade de enfermagem e medicina com renomes internacionais. Paralelamente, mantém programas voltados para o tema, palestras, cursos, programas de saúde comunitária e fabricas de alimentos considerados pela igreja como saudáveis.

## Instituições no Mundo

### Continente americano

#### NoBrasil
- Centro de Vida Saudável - CEVISA (Engenheiro Coelho/SP)
- Clínica Adventista de Curitiba - CLAC (Curitiba/PR)
- Clínica Adventista de Porto Alegre - CLAPA (Porto Alegre/RS)
- Hospital Adventista de Belém
- Hospital Adventista de Manaus
- Hospital Adventista de São Paulo
- Hospital Adventista Silvestre

#### NaArgentina
- Sanatório Adventista Del Plata
- Clínica Adventista Belgrano

#### NoChile
- Clínica Adventista Los Ángeles

#### NoEquador
- Clínica Americana Adventista de Quito

#### NoParaguai
- Centro de Vida Sã, Prevenção e Reabilitação
- Sanatório Adventista de Assunção

#### NoPeru
- Clínica Adventista Good Hope

#### NosEstados Unidos
- Centro Médico Memorial White
- Centro Médico Adventista em Portland

### Continente Asiático

#### NoJapão
- Hospital Adventista Tasuen Wan-Hong Kong
- Centro Médico Adventista Okinawa
- Hospital Adventista Eisei

#### NaTailândia
- Bangkok Hospital Adventista de Bangkok

### Oceania
- Hospital Adventista de Sydney

## Galeria de imagens

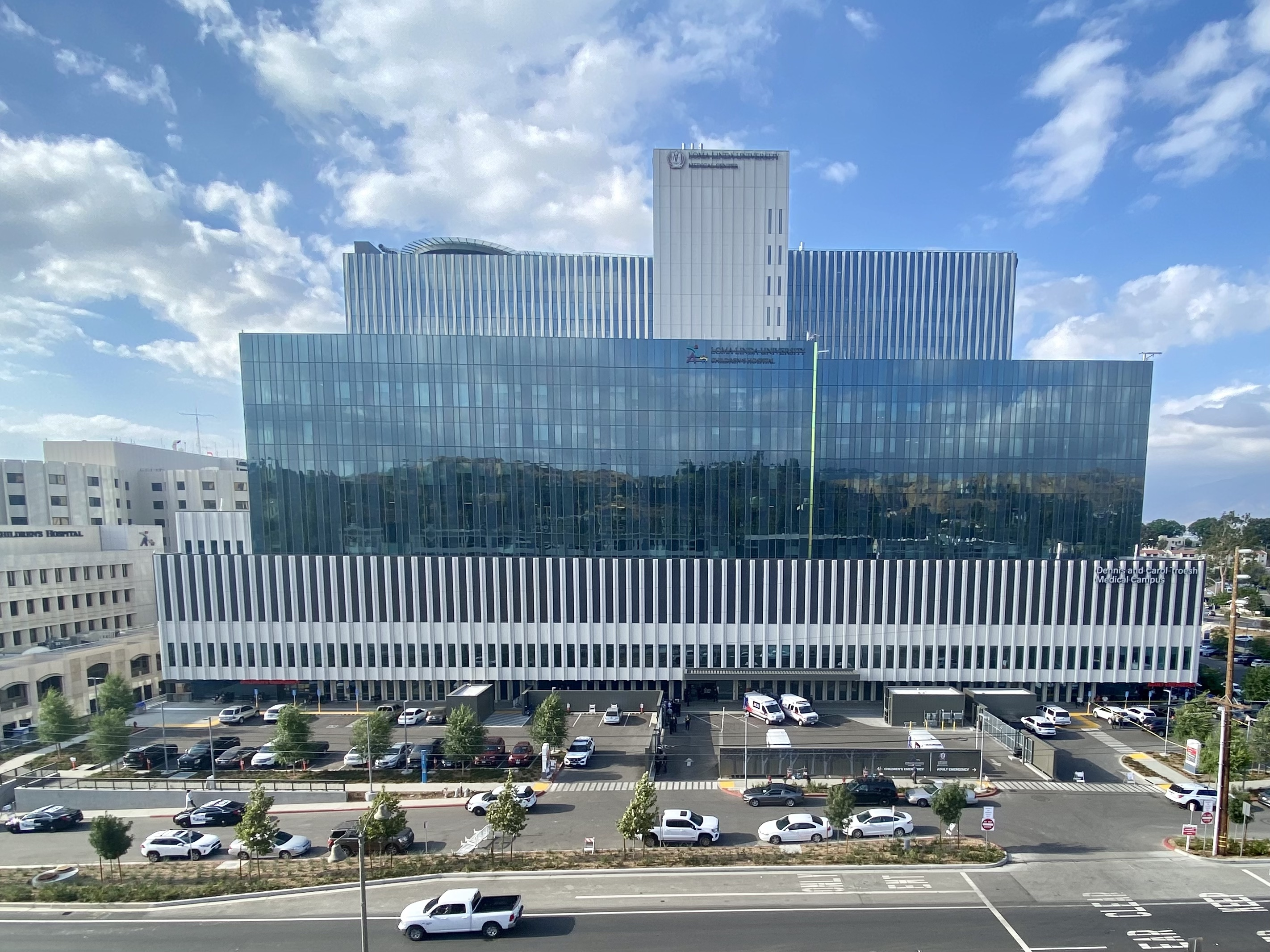
Centro Médico Universitário de Loma Linda - Califórnia - E.U.A.
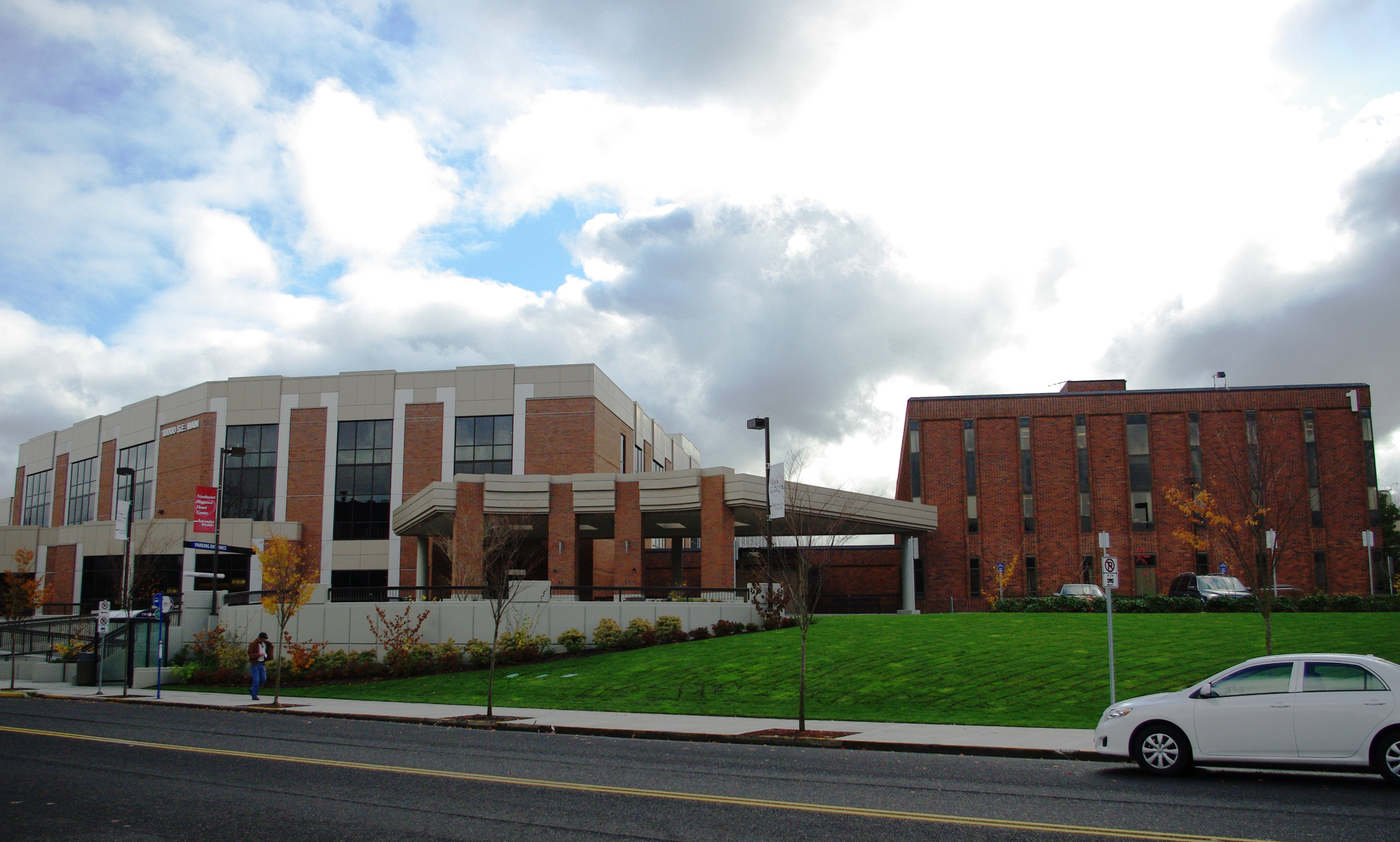
Centro Médico Adventista em Portland - Oregon - E.U.A.
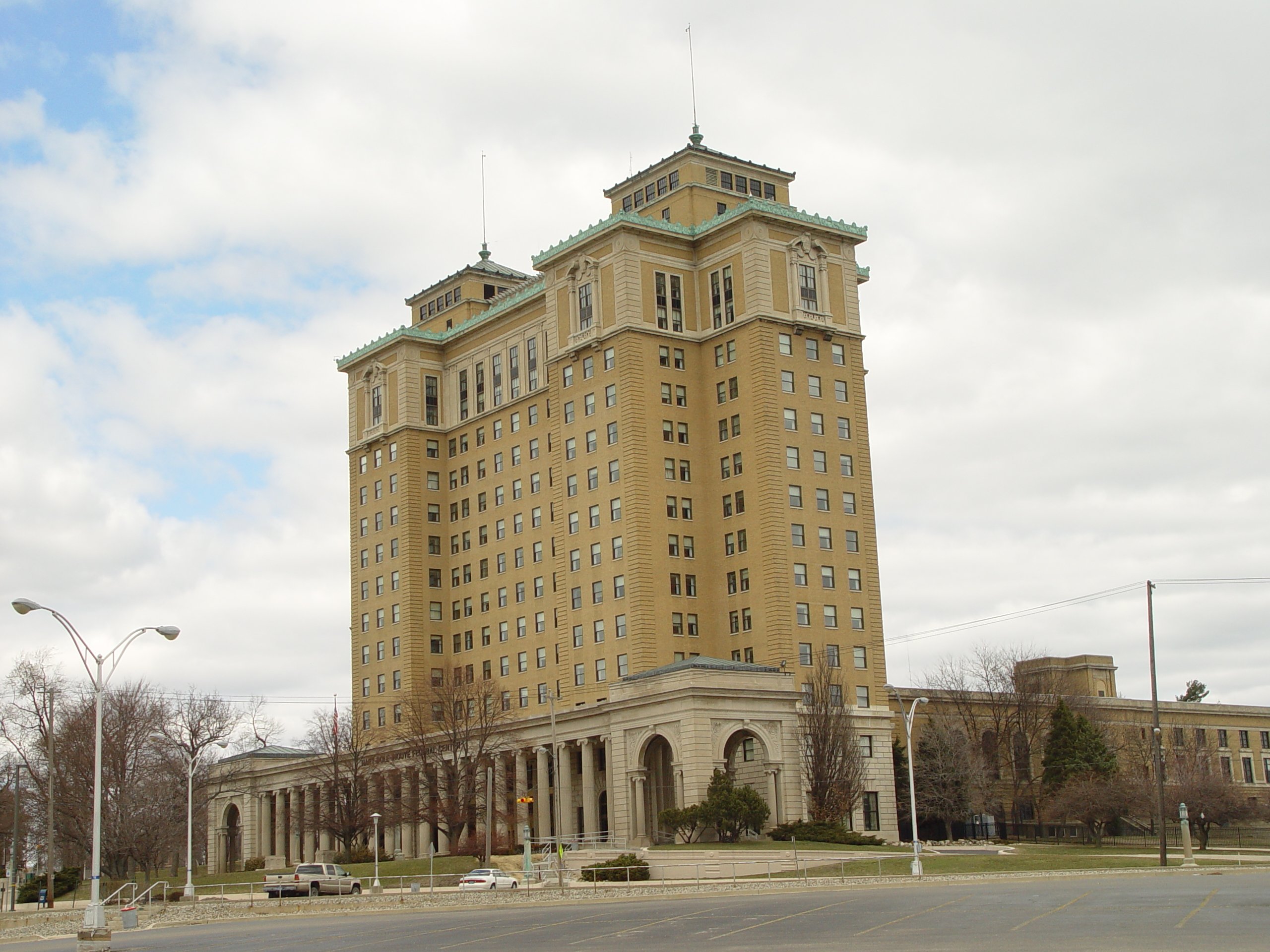
Sanatório Adventista de Battle Creek - Michigan - E.U.A.
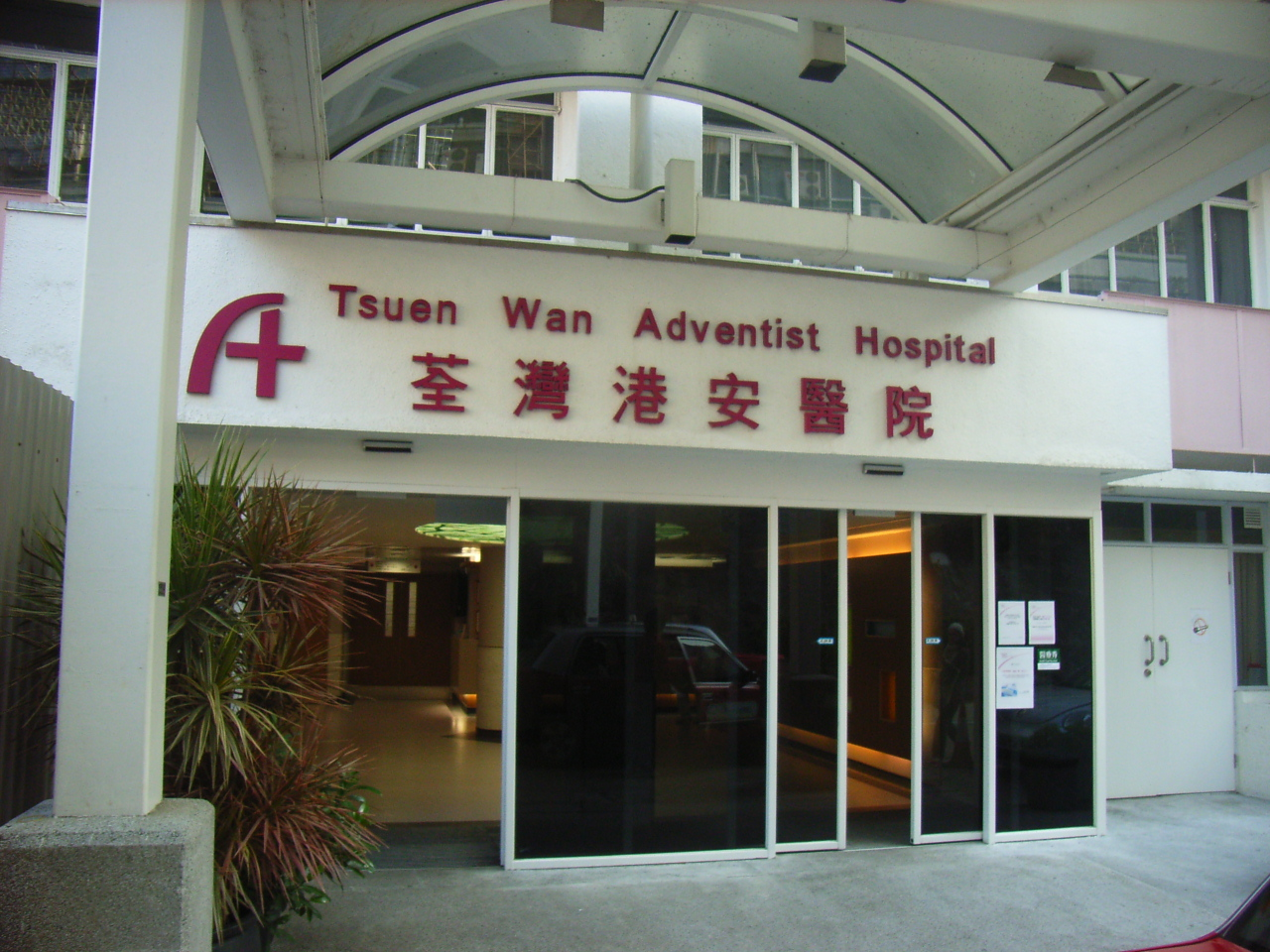
Hospital Adventista Tsuen Wan - Hong Kong - Japão
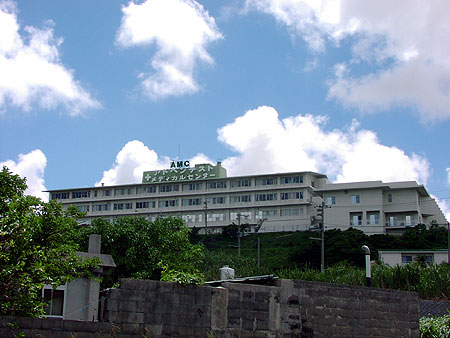
Centro Médico Adventista - Okinawa - Japão
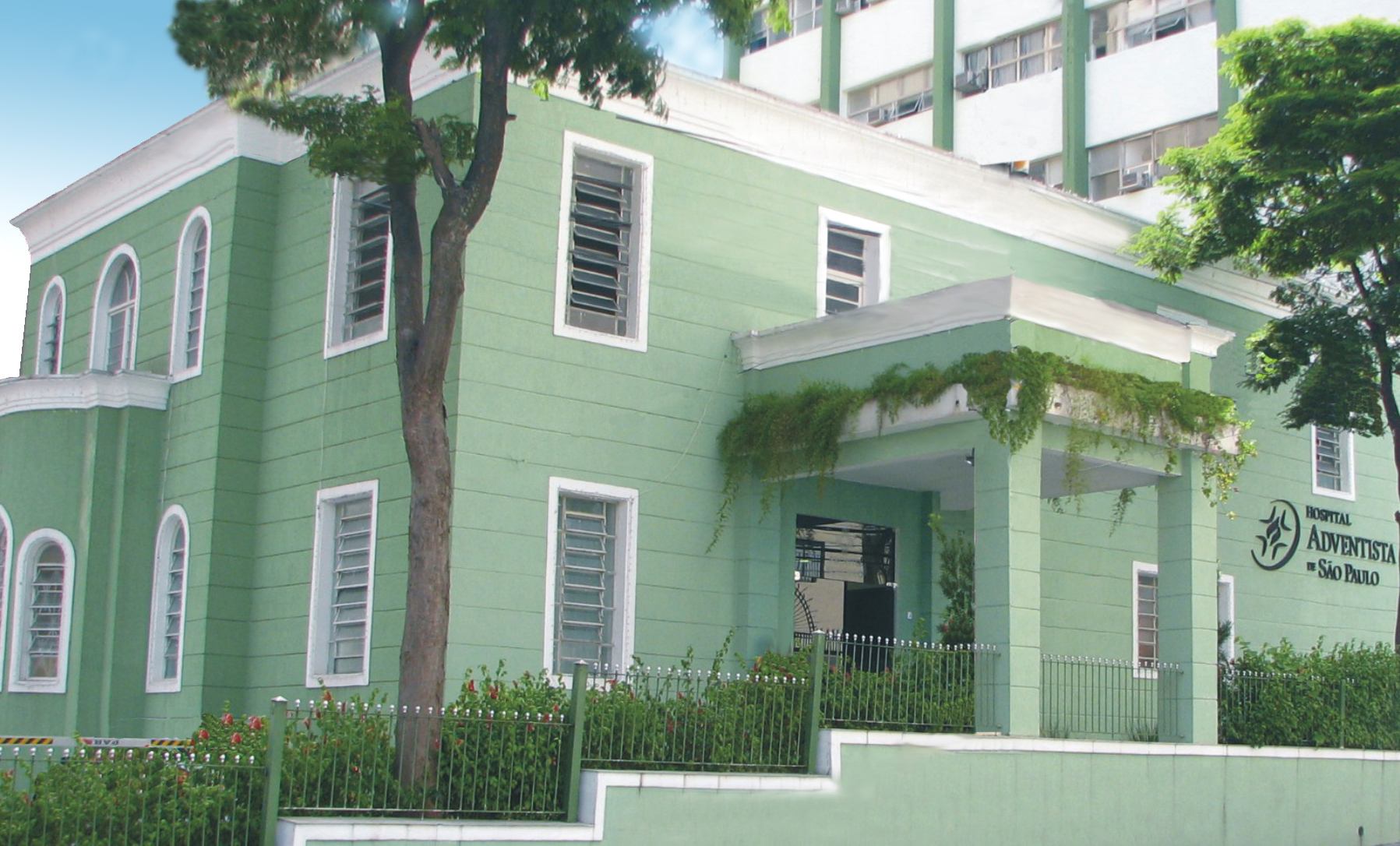
Hospital Adventista de São Paulo - São Paulo - SP - Brasil
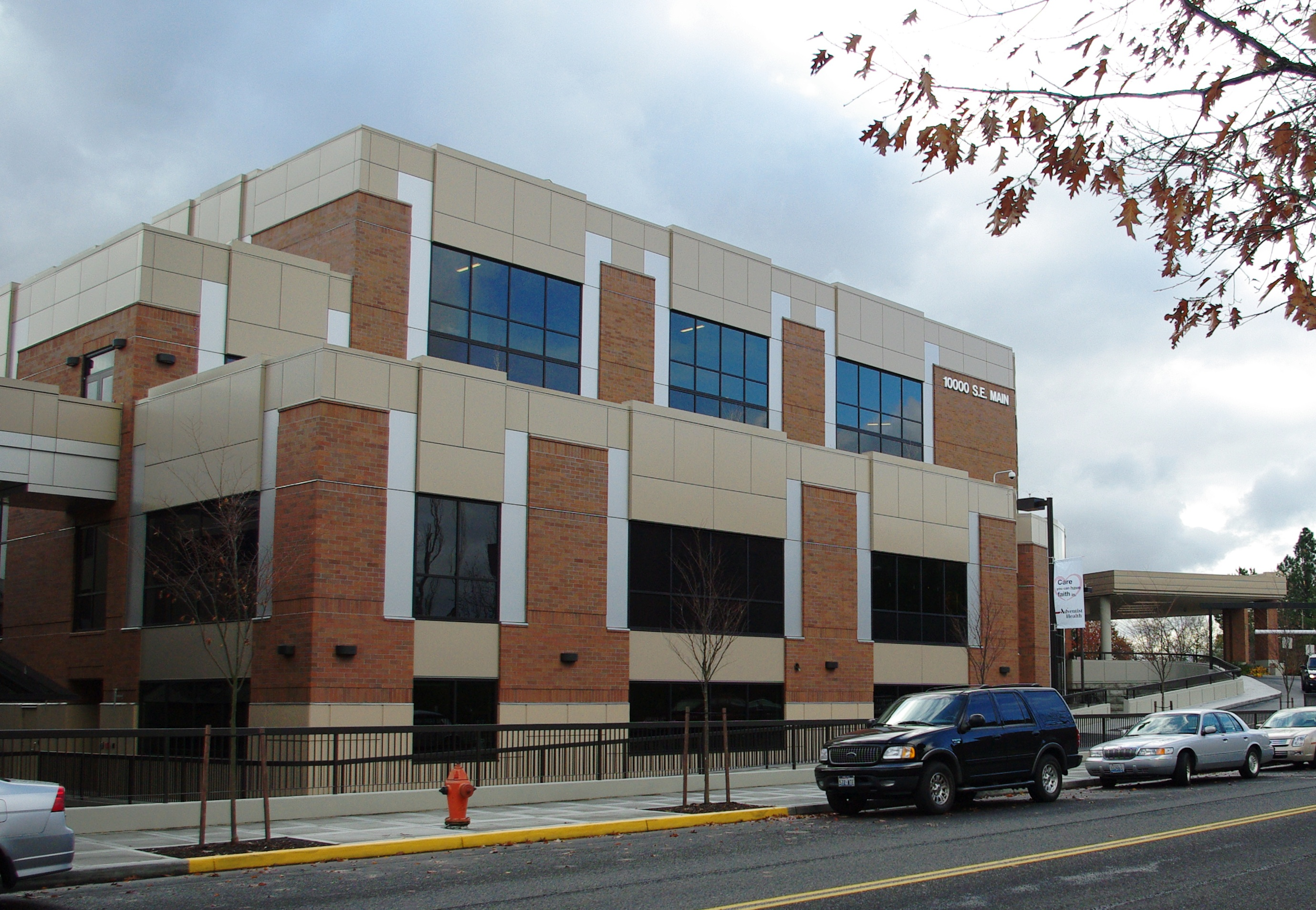
Centro Médico Adventista de Portland - E.U.A
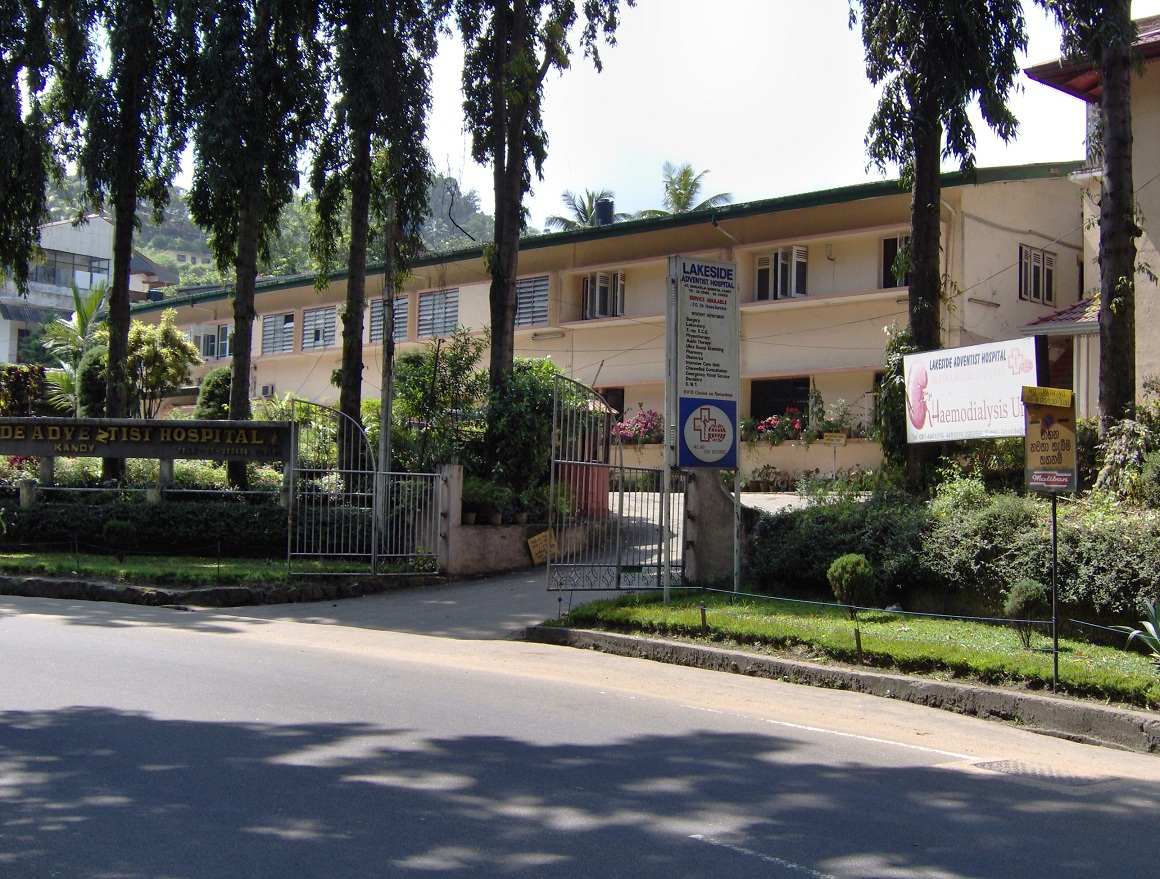
Hospital Lakeside - Siri Lanka
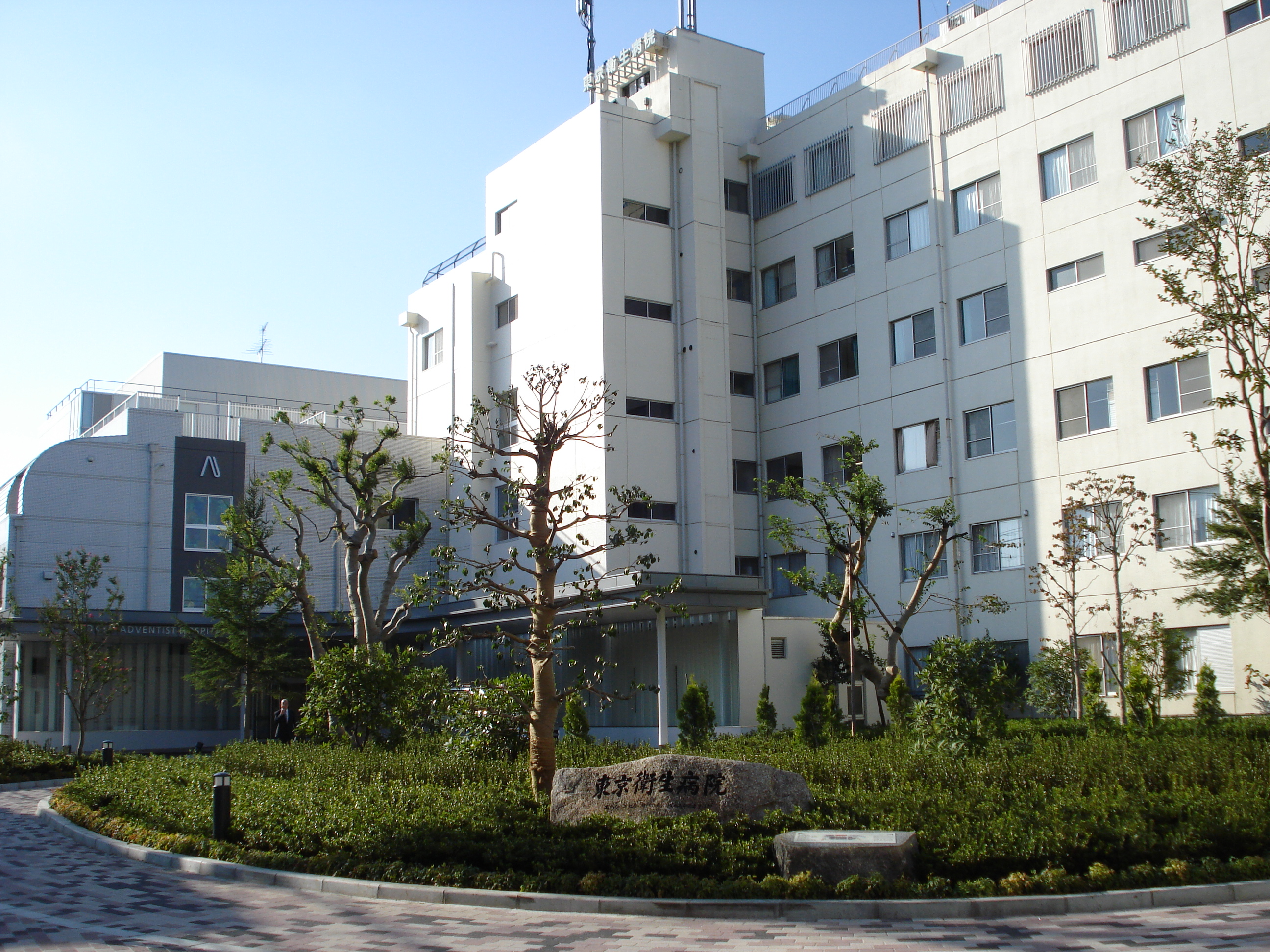
Hospital Eisei - Tokyo - Japão
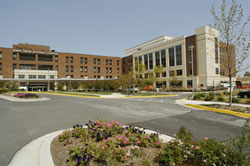
Hospital Adventista Shady Grove - Rockville - Maryland - E.U.A.
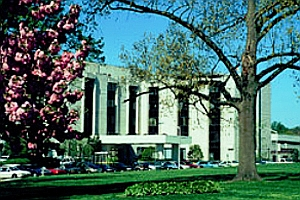
Hospital Adventista de Washington - E.U.A.
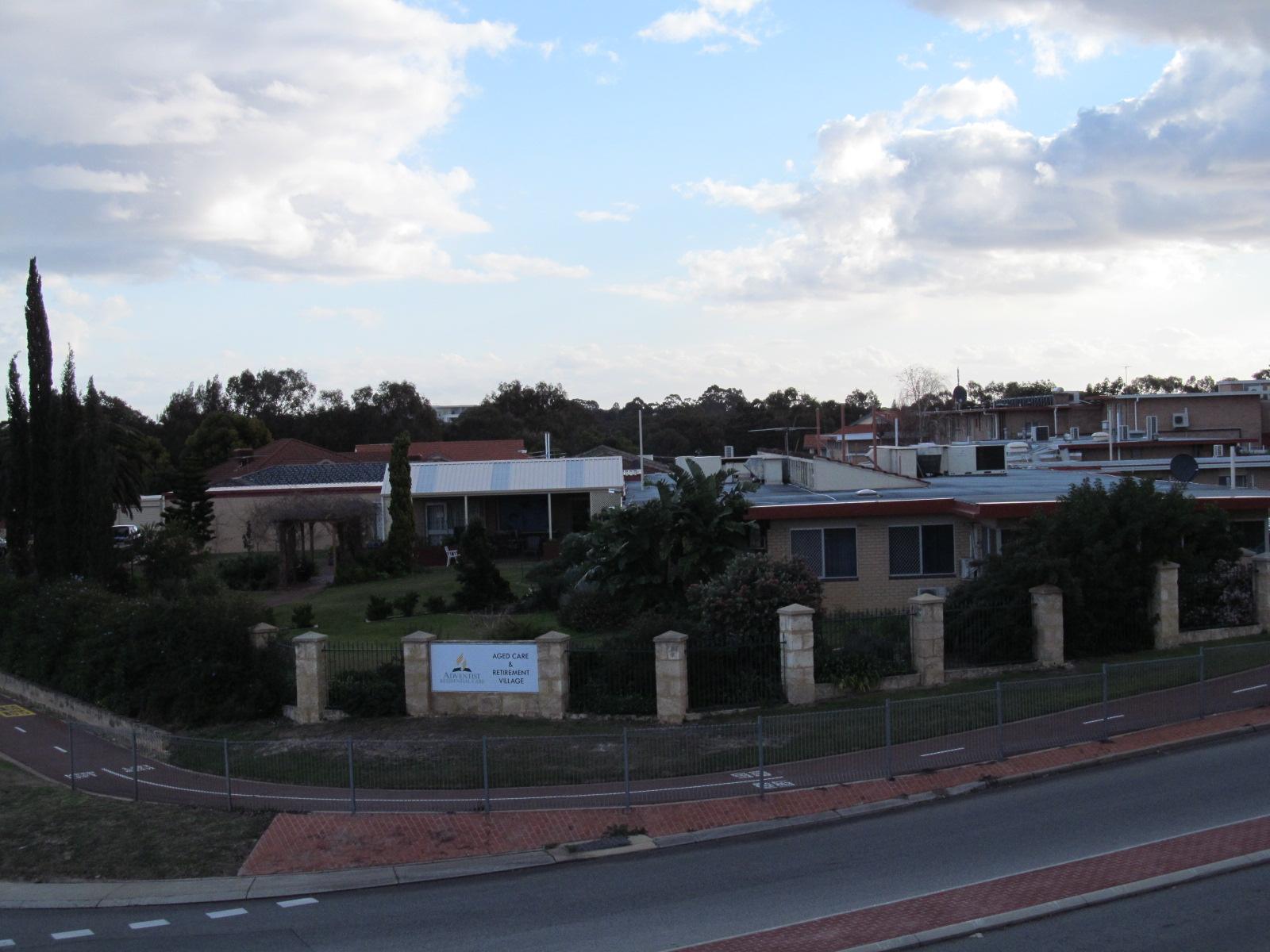
Casa de Saúde Adventista do Idoso - Rossmoyne - Western - Austrália
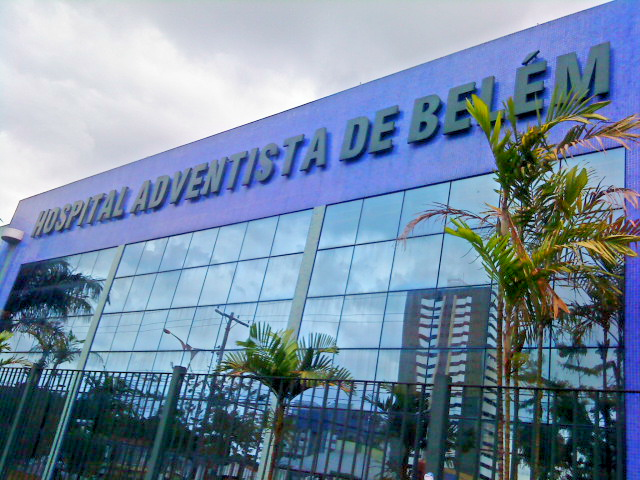
Hospital Adventista de Belém - Pará - Brasil
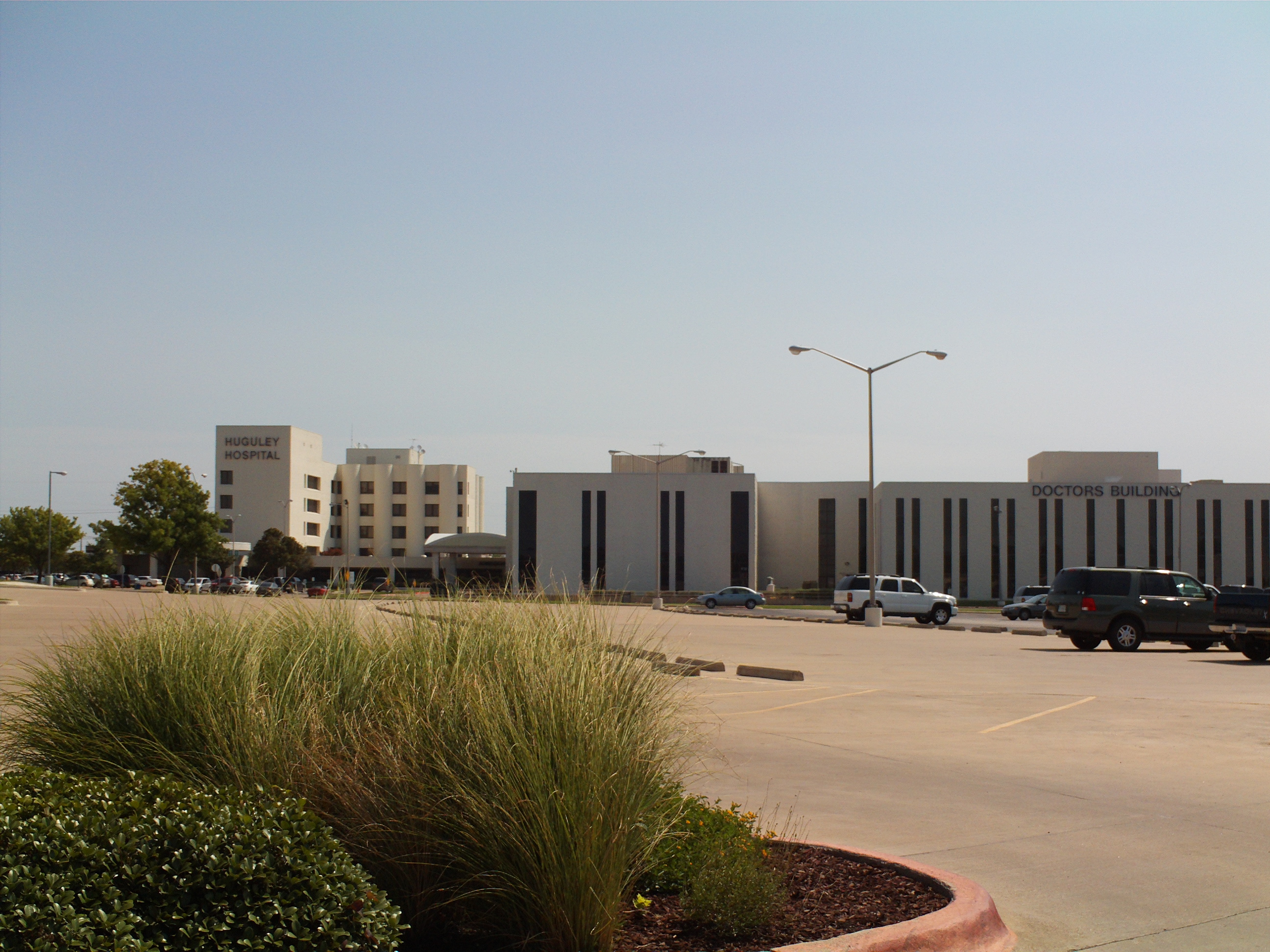
Centro Médico Huguley Memorial - Texas - Texas - E.U.A.
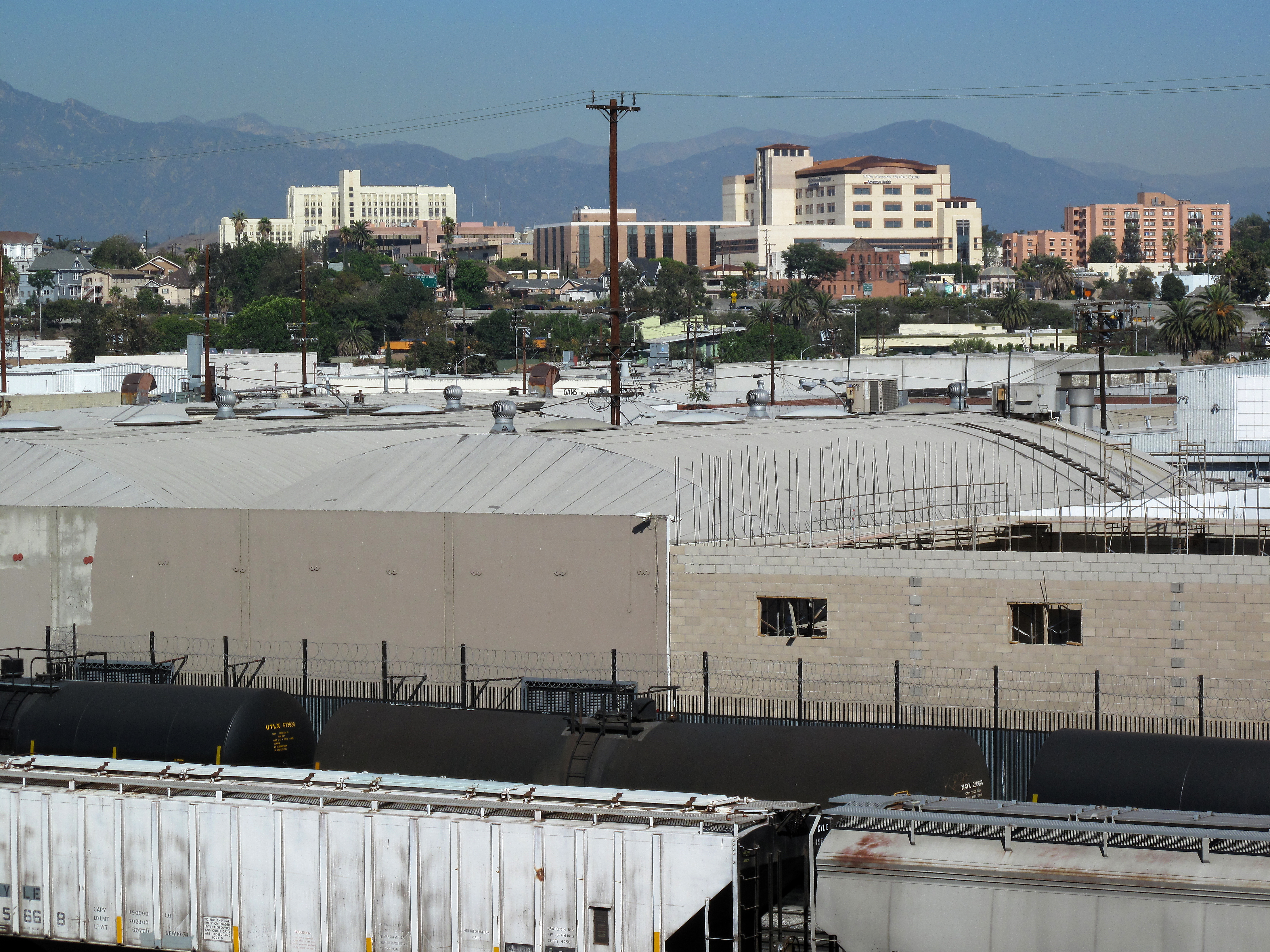
Centro Médico Memorial White - Los Angeles - E.U.A.
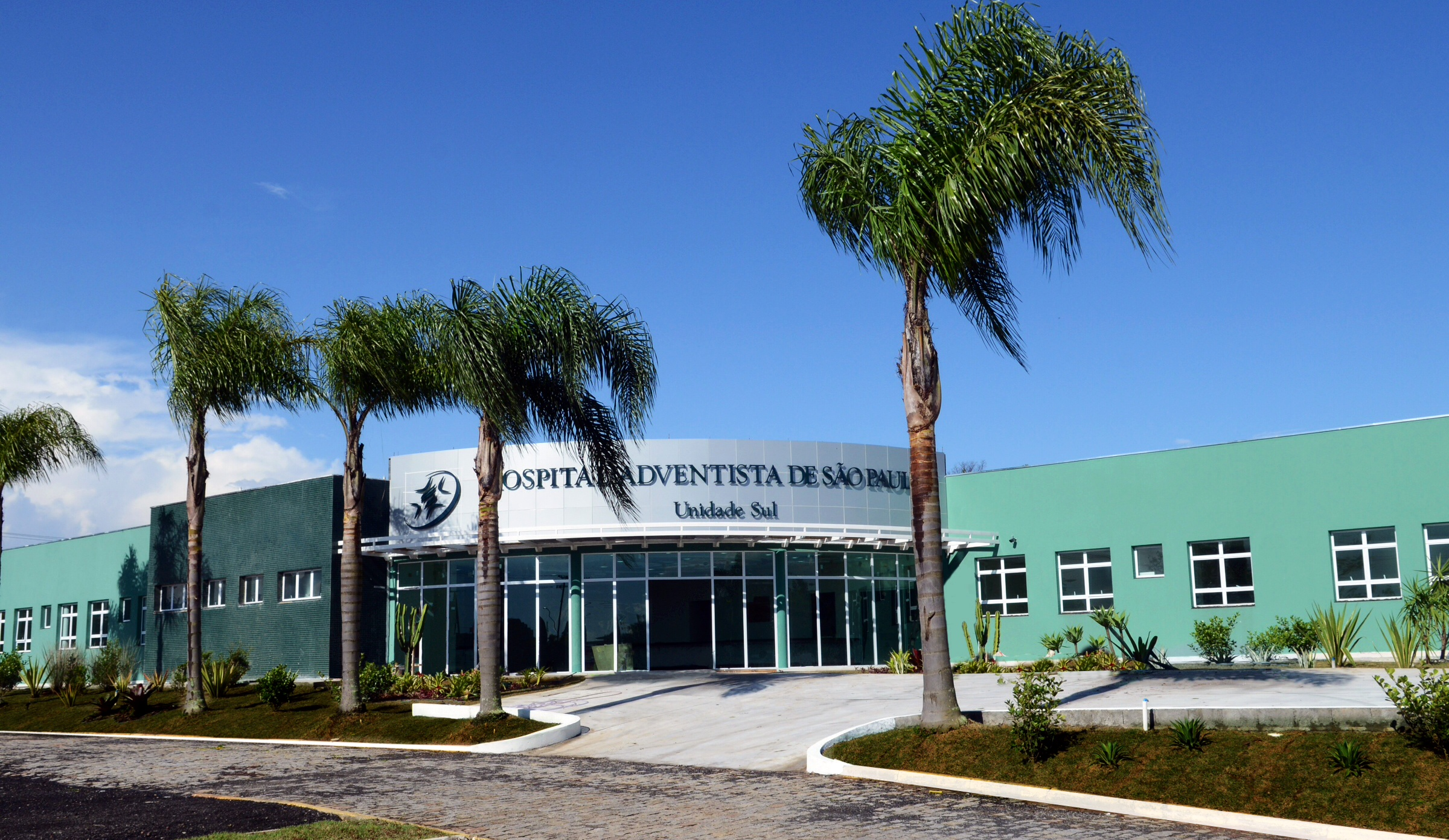
Centro Médico Adventista de São Paulo - Unidade Sul - São Paulo/SP - Brasil